# Вільгорський Матвій Юрійович
Вільгорський Матвій Юрійович (15 квітня 1794 — 21 лютого 1866) — дворянин руського (українського) походження з роду Кирдійовичів (Вільгорських). Родове гніздо село Вільгір.
Обер-гофмейстер російського імператорського двору, майстерний віолончеліст, учень Бернгарда Ромберга, знавець музики. Брат графа Михайла Вільгорського. 

## Біографія
Молодший син графа Юрія Михайловича Вієльгорського (1753—1807), сенатора, одного із засновників філармонічного товариства в Санкт-Петербурзі.
У 1798 році Матвій разом з братом був нагороджений Павлом I званням лицаря Мальтійського ордена.
У їхньому будинку грав перший російський квартет, куди входив скрипаль і композитор О. Ф. Львов, Л. В. Маурер, Ґільде і сам господар, брат Михайло. Успадкувавши від батька любов до мистецтва, Матвій був талановитим музикантом, грав на віолончелі, складав п'єси для цього інструменту і в молодості добре співав.
У 1838—1840 роках він виступав публічно в аматорських концертах, що влаштовувалися в Дворянських зборах на користь Патріотичного товариства і дитячої лікарні.
Брав участь у заснуванні Імператорського російського музичного товариства. Заповідав Санкт-Петербурзької консерваторії свою цінну нотну бібліотеку, а цінну і знамениту віолончель Страдіварі подарував К. Ю. Давидову, захопившись його грою в Бетховенському квартеті. Передача інструменту новому власнику сталася при урочистій обстановці під час концерту Давидова в залі Дворянського зібрання.